# ایران و قضیه ایران
ایران و قضیه ایران کتابی است اثر سیاستمدار انگلیسی جرج کرزن دربارهٔ ایران و مسئله شرق که در سال ۱۸۹۲ میلادی در دو جلد منتشر شده و براساس مشاهدات او طی سفرش به ایران در سال ۱۸۸۹ میلادی (حدود ۱۲۶۸ خورشیدی) نگاشته شده‌است. کرزن از سوی روزنامه تایمز مأمور شد چندین مقاله در مورد فضای سیاسی ایران بنویسد، اما کرزن طی سفر به ایران تصمیم گرفت کتابی دربارهٔ کل کشور بنویسد. این اثر دو جلدی تاریخ و ساختار دولت ایران و همچنین طرح‌ها، نقشه‌ها و تصاویر را پوشش می‌دهد (برخی از آنها توسط خود کرزن گرفته شده‌است). کرزن توسط آلبرت هوتوم-شیندلر و انجمن سلطنتی جغرافیا یاری شد تا به مطالبی دست یابد که به عنوان فردی غیرعضو حق دسترسی به آنها را نداشت. شیندلر به عنوان ویراستار غیررسمی این اثر اطلاعاتی در مورد جغرافیا و منابع فارسی به کرزن ارائه داد. این کتاب بزرگترین اثر کرزن دانسته شده‌ است و می‌توان آن را دنباله‌ای بر کتاب روسیه در آسیای میانه دانست.

## زمینه
علاقه کرزن به شرق از زمان تحصیل او در کالج ایتن به‌وجود آمد. کرزن با روزنامه تایمز قرار گذاشته بود طی سفرش به ایران ۱۲ مقاله برای آن روزنامه دربارهٔ ایران بنویسد اما هدف اصلی او از سفر گردآوری اطلاعات برای نوشتن کتابی دربارهٔ ایران بود.

### سفر به ایران
او سفرش به ایران را از سپتامبر ۱۸۸۹ و با ورود از شمال شرق ایران به مشهد آغاز کرد. سفر او از مشهد تا تهران شش‌ماه طول کشید. او سپس به کاشان، اصفهان، شیراز و بوشهر رفت. سپس از خرمشهر با قایق به شوشتر رفت و در ژانویه ۱۸۹۰ ایران را ترک کرد. او پس از بازگشت به انگلستان سه سال به نوشتن این کتاب مشغول بود و در سی‌ودوسالگی آن را در دو مجلد منتشر کرد.